# ガリフナ音楽
ガリフナ音楽（英: Garifuna music）は、中央アメリカに見られる音楽様式の一つで、ガリフナ民族に関わる民族音楽である。

## 概要
ガリフナ音楽の2大ジャンルとして、プンタとパランダ（paranda）が挙げられる。
ガリフナ音楽はダンスと密接に関わっている。
伝統的に古くから使用されている楽器は主に、太鼓やマラカスで、近年ではギターやカメの甲羅なども使われたりする。特に太鼓はガリフナ音楽には欠かせない重要なものであるが、メインとなる太鼓は、セグンダ（Segunda）と呼ばれるバスドラムである。ガリフナ音楽で使用する太鼓は通常、丸太の中をくり抜き、アンテロープの獣皮を張って作られる。
伝統的な民族音楽であるガリフナ音楽には進化形も存在する。まだ大抵は、伝統的な民族楽器を用いて演奏されるが、1970年代以降、プンタのジャンルでは部分的近代化、電化という新しい物を導入する変化も生まれてきている。そうした新しいプンタは、プンタ・ロックと呼ばれている。
2001年にユネスコは、ニカラグア、ホンジュラス、ベリーズ、グアテマラ地域におけるガリフナの言語、舞踏及び音楽に対して、人類の口承及び無形遺産の傑作の宣言を行い、2008年に無形文化遺産として登録された。